# Centrarchus macropterus
Centrarchus macropterus (Lacépède, 1801) è un pesce osseo d'acqua dolce appartenente alla famiglia Centrarchidae diffuso in Nordamerica. Si tratta dell'unica specie appartenente al genere Centrarchus.

## Distribuzione e habitat

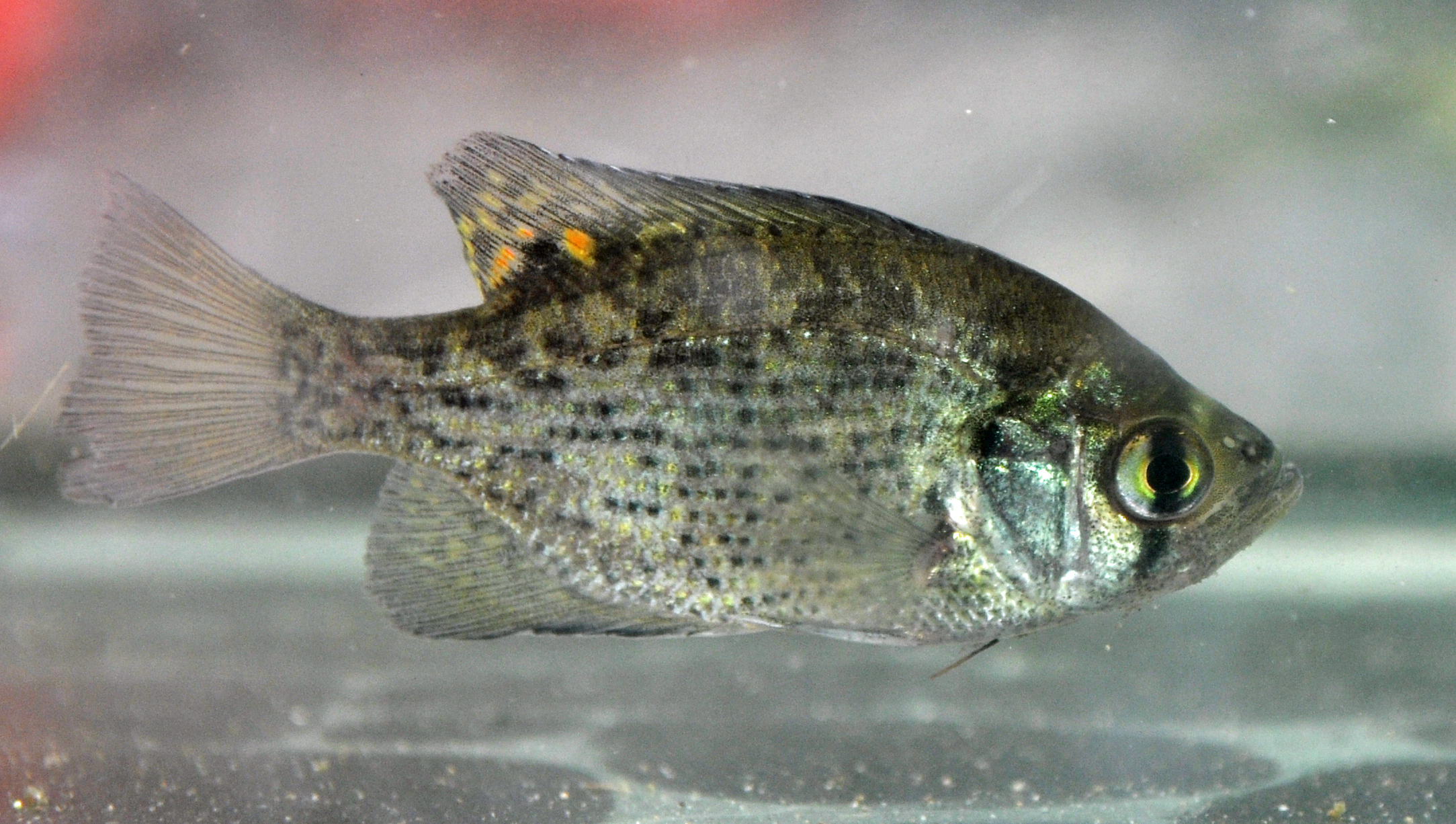
Individuo di piccole dimensioni, notare l'ocello sulla pinna dorsale

La specie è endemica della parte orientale dell'America settentrionale, a nord arriva alla parte meridionale di Indiana e Illinois e al fiume Potomac, a sud alla Florida meridionale e a ovest al fiume Trinity in Texas.
Vive in acque ferme, spesso di piccole dimensioni, ricche di vegetazione e con fondale fangoso come stagni, laghi e lanche di fiumi.

## Descrizione
Si tratta di un centrarchide di piccola taglia dal corpo alto e compresso lateralmente, con bocca obliqua di medie dimensioni. La pinna dorsale ha 11-13 raggi spiniformi e 12-14 raggi molli mentre la pinna anale ha 7-8 raggi spinosi e 13-15 raggi molli. La linea laterale è presente e le scaglie sono ctenoidi. I fianchi sono cosparsi di macchiette scure, la zona ventrale è chiara mentre le parti superiori sono di colore verde oliva. Una banda scura verticale attraversa l'occhio. Gli individui sotto i 4,5 cm hanno un evidente ocello scuro bordato di colore rossastro sulla parte posteriore molle della dorsale. Le pinne pettorali e le ventrali sono scure con un disegno reticolato più chiaro. 
La taglia massima nota è di 29,2 cm per 560 grammi di peso. La taglia media è di 13 cm.

## Biologia
Vive fino a 6 anni.

### Alimentazione
È prevalentemente insettivoro e si nutre soprattutto di emitteri acquatici fra i quali quelli della famiglia Corixidae. Altre prede note sono coleotteri, lepidotteri, ditteri, tricotteri e crostacei copepodi.

### Riproduzione
La riproduzione avviene in primavera tra marzo e maggio, talvolta già a partire da febbraio, quando la temperatura dell'acqua raggiunge i 14-17 °C. Le uova vengono deposte su substrati sassosi o ghiaiosi in nidi che vengono costruiti dal maschio, spesso molto vicini l'uno all'altro. Le uova sono adesive. La maturità sessuale viene raggiunta a un anno e a una lunghezza di 70 mm.

### Predatori
È riportata la predazione da parte di Micropterus salmoides.

## Pesca
Non ha alcun interesse per la pesca.

## Acquariofilia
C. macropterus è occasionalmente ospitato in acquari d'acqua fredda.

## Conservazione
Questa specie è comune o abbondante nel suo vasto areale, con popolazioni stabili; sembra inoltre che non vi siano minacce conosciute. La Lista rossa IUCN la classifica come "a rischio minimo".